# Concerto cho clarinet (Mozart)

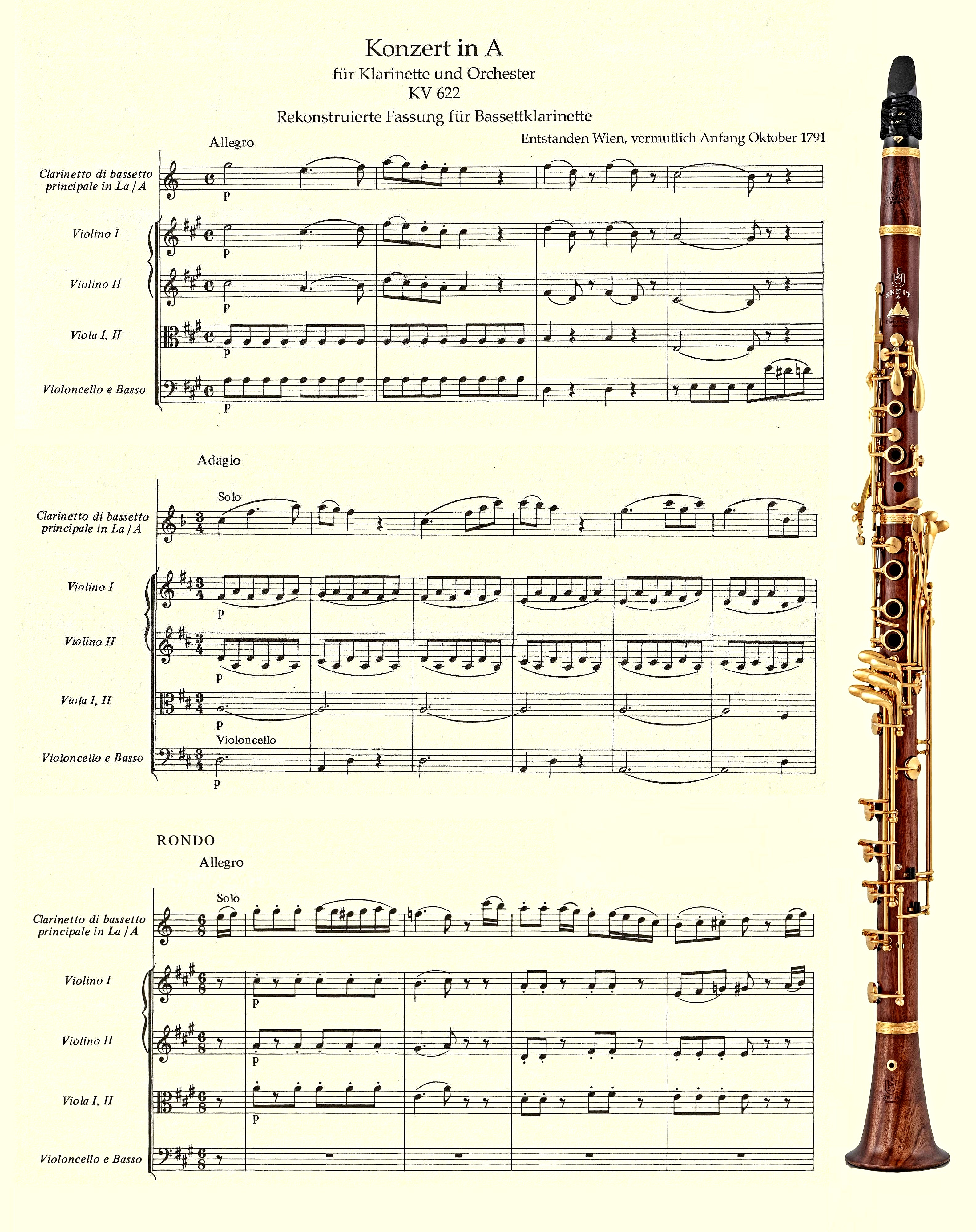
Score with the beginnings of the 3 movements; basset clarinet on the right

Concerto cho clarinet, giọng La trưởng, K. 622 là bản concerto duy nhất dành cho clarinet của nhà soạn nhạc người Áo Wolfgang Amadeus Mozart. Tác phẩm được viết vào năm 1791. Tác phẩm gồm 3 chương:
- Allegro
- Adagio
- Rondo

Trong đó, chương 2 là nổi tiếng hơn cả.
Đây có lẽ là bản concerto nổi tiếng nhất dành cho clarinet, một nhạc cụ ít có sự độc tấu. 

## Âm thanh
| Bản concerto cho clarinet của Mozart, chương 1: Allegro |  |
|                                                         |  |
|                                                         |  |

| Bản concerto cho clarinet của Mozart, chương 2: Adagio |  |
|                                                        |  |
|                                                        |  |

| Bản concerto cho clarinet của Mozart, chương 3: Rondo |  |
|                                                       |  |
|                                                       |  |